# Bahía Esperanza
La bahía Esperanza (en inglés: Hope Bay) se ubica en el extremo oriental de la península Trinidad o península Luis Felipe, en el extremo de la península Antártica, coordenadas 63°23′S 057°00′O / -63.383, -57.000, tiene 5 km de longitud y 3 km de ancho, se abre hacia el estrecho Antarctic.

## Historia y establecimientos

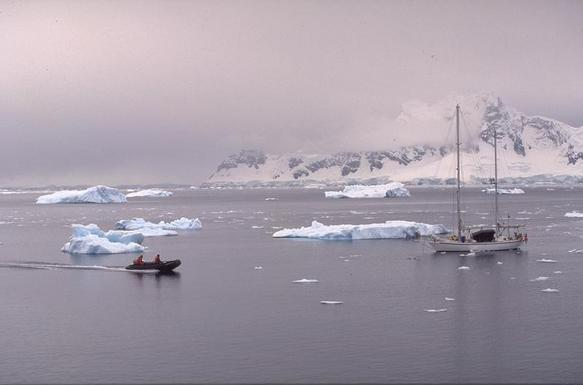
Bote argentino en bahía Esperanza.

La bahía fue descubierta el 15 de enero de 1902, por la Expedición Antártica Sueca al mando de Otto Nordenskjöld, quien la bautizó en conmemoración del invierno soportado allí por Johan Gunnar Andersson, Samuel A. Duse y Toralf Grunden de su expedición, después de que el barco Antarctic fuera impactado por los hielos, perdiéndose. Estos fueron finalmente rescatados por la corbeta argentina ARA Uruguay. Las ruinas de un refugio de piedra de los miembros de la expedición aún puede verse. Otras fuentes consideran que era conocida por los balleneros y cazadores, ya que figura en la carta de 1822 del capitán del ballenero británico George Powell.
La antigua base británica "D" se estableció allí en 1945. Se incendió parcialmente en 1948, y fue cerrada en 1964. El 8 de diciembre de 1997 la British Antarctic Survey transfirió la base a Uruguay, siendo rebautizada Base Teniente Ruperto Elichiribehety.

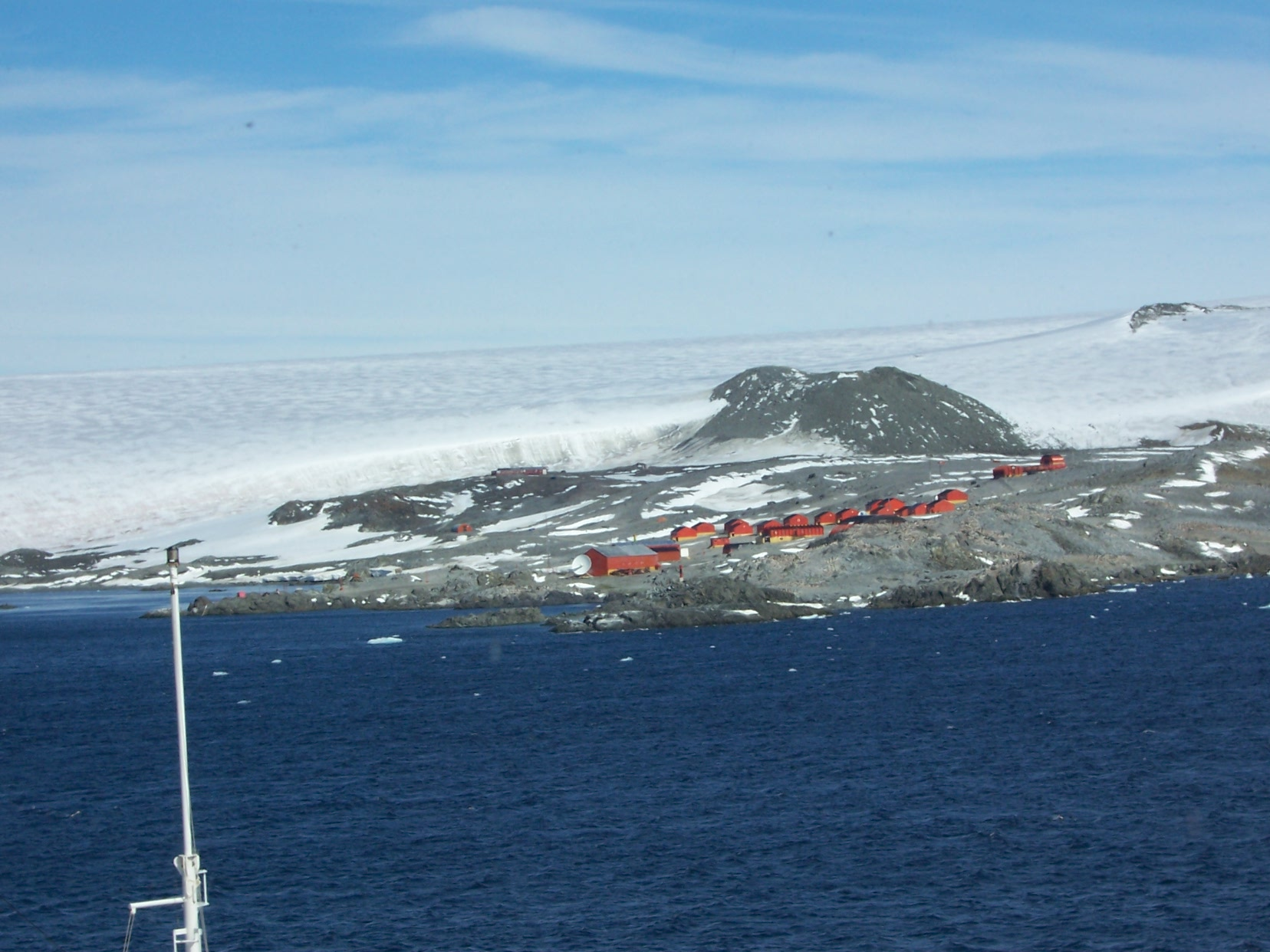
Base Esperanza, bahía Esperanza, diciembre de 2004.

La actual base argentina Esperanza fue instalada allí en 1952. Tiene una amplia presencia militar (Ejército Argentino), e incluye una "colonia" con familias, el Fortín Sargento Cabral. Las instalaciones de la base han desplazado parte de una colonia de pingüinos. El primer nacimiento de un ser humano ocurrió aquí en 1978, cuando Emilio Marcos Palma fue dado a luz por la esposa de un oficial argentino, al que siguieron otros siete nacimientos.

### Incidente de la bahía Esperanza

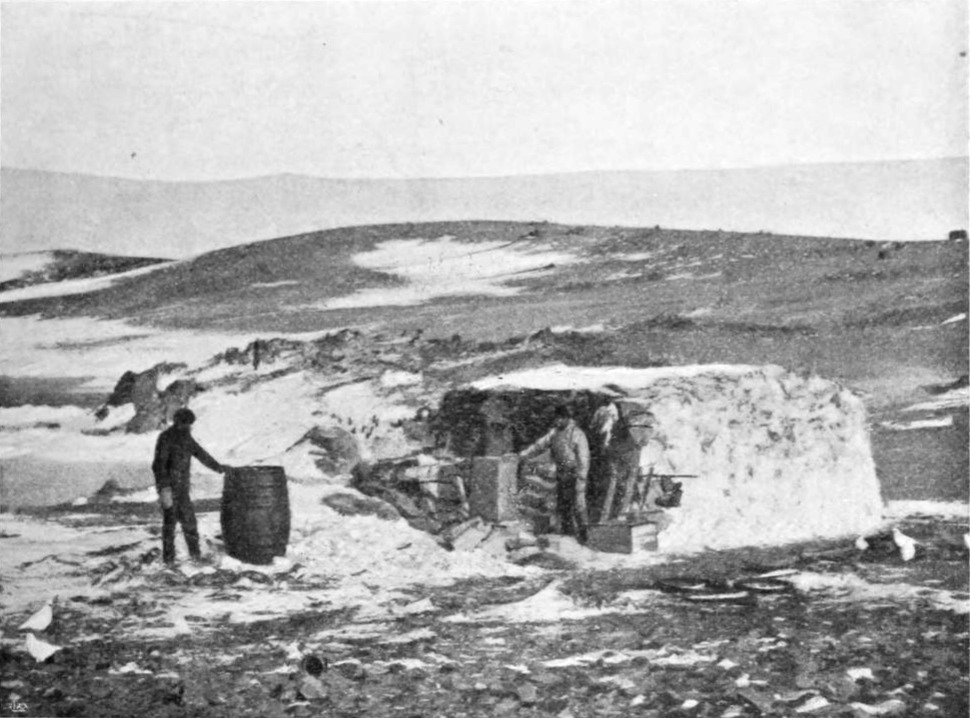
Expedición sueca en la bahía.

La bahía Esperanza también fue el escenario del primer tiroteo bélico en la Antártida el 1 de febrero de 1952, cuando un equipo de costa argentino, luego de realizar una advertencia, disparó ráfagas de ametralladora sobre un equipo civil del Falkland Islands Dependencies Survey que descargaban materiales del barco John Biscoe con la intención de restablecer allí la base británica "D" incendiada en 1948 y lo obligó a reembarcar. 
El ministro de Relaciones Exteriores argentino informó poco después al embajador británico en Buenos Aires sobre el incidente, señalando que había existido un malentendido y que el comandante militar (teniente de fragata Luis Casanova) había excedido su autoridad, siéndole impartidas nuevas instrucciones al respecto. El 4 de febrero el embajador británico presentó una nota de protesta.
El equipo de la Armada Argentina, transportado allí por el ARA Chiriguano, se hallaba construyendo el Destacamento Naval Esperanza desde el 14 de enero de 1952, a pocos cientos de metros de la incendiada base británica, que fue inaugurado el 31 de marzo y destruido por un incendio el 15 de octubre de 1958.
El gobernador británico de las islas Malvinas, sir Miles Clifford, sin esperar instrucciones de Londres el 2 de febrero viajó a la bahía Esperanza en la fragata HMS Burghead Bay, desembarcó infantes de marina el 4 de febrero y proveyó protección naval a la reconstrucción de la base y desembarco de materiales desde el John Biscoe, retornando a Puerto Stanley el día 7. Posteriormente ambos gobiernos convinieron en no interferir entre las bases de uno y otro.

## Área importante para las aves

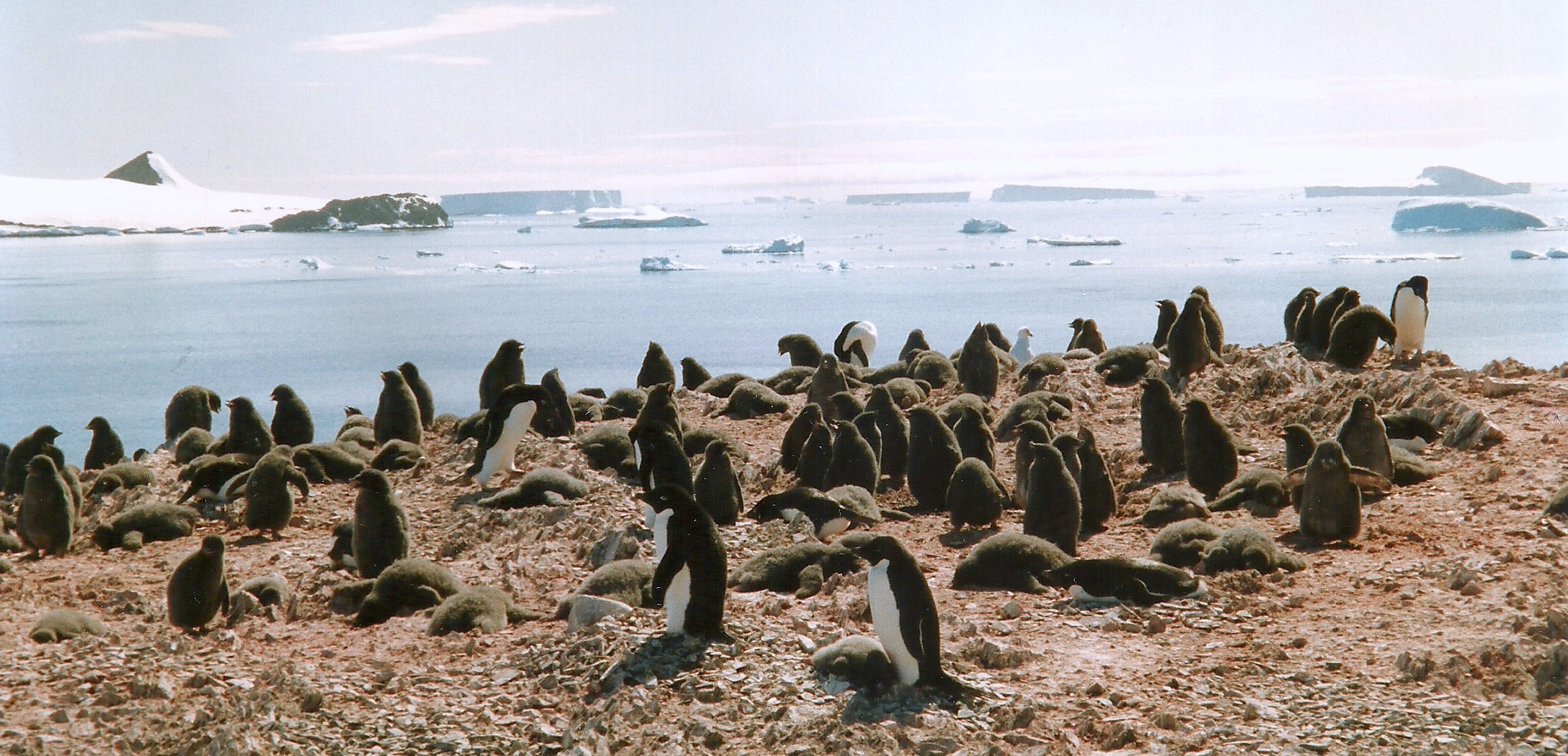
Colonia de pingüinos adelaida en la bahía Esperanza.

BirdLife International identificó la bahía como área importante para la conservación las aves ya que posee una de las colonias reproductoras de pingüinos adelaida (Pygoscelis adeliae) más grandes de la Antártida con alrededor de 125.000 parejas. Otras aves que anidan en el sitio incluyen pingüinos papúa (Pygoscelis papua), págalos subantárticos (Catharacta antarctica), charranes antárticos (Sterna vittata), paíños de Wilson (Oceanites oceanicus), gaviotas cocineras (Larus dominicanus) y palomas antárticas (Chionis alba). El área incluye la punta Foca.